# 63 Building
Das 63 Building  (Hangeul: 63 빌딩 oder 육삼 빌딩), offizieller Name: Hanwha 63 City, ist ein Wolkenkratzer in der südkoreanischen Hauptstadt Seoul.

## Geschichte
Bei seiner Fertigstellung 1985 war das 63 Building mit 249 Metern das höchste Gebäude außerhalb Nordamerikas und verdrängte damit die 240 m hohe Lomonossow-Universität in Moskau nach 32 Jahren von der Spitze dieses Rankings. Es wurde jedoch schon ein Jahr später von den 2 m höheren Rialto Towers in Melbourne, Australien, überboten.
Auftraggeber und Hauptnutzer war die Versicherungsgesellschaft Korea Life Insurance, nach der das Gebäude auch als Korea Life Insurance Building benannt war. Es wurde anlässlich der Olympischen Spiele 1988 gebaut, um als Sehenswürdigkeit zu dienen. Der Grundstein wurde 1979 gelegt. Im Mai 1985 wurde das Gebäude fertiggestellt und zwei Monate später eingeweiht. Im Jahr 2002 ging das Gebäude in den Besitz des südkoreanischen Konzerns Hanwha über und wurde in Hanwha 63 City umbenannt. Seit 2003 wird es vom 256 m hohen Hyperion Tower überragt, der sich ebenfalls in Seoul befindet. Es ist aber immerhin noch das vierthöchste Gebäude in Seoul. Inklusive der aufgesetzten Antenne ist es sogar 274 m hoch, diese Höhe wird in offiziellen Listen aber nicht gewertet. Die Baukosten betrugen 180 Milliarden Won, was heute in etwa 540 Millionen Euro entspräche.

## Besonderheiten
Die Fassade des 63 Buildings, die aus 14.000 Glaspaneelen besteht, ist komplett vergoldet. Es ist bis heute das höchste Gebäude auf der Welt, das komplett vergoldet ist. Insgesamt wurden für die Fassade rund 5 kg 24-karätiges Gold verwendet. In Anlehnung an die Vergoldung wird die oberste Etage auch 63 Golden Tower genannt. Sie dient als Aussichtsplattform und Kunstgalerie, es handelt sich dabei um die höchstgelegenen Ausstellungsräume der Welt. Das Gebäude beherbergt außerdem ein Aquarium, ein Wachsfigurenkabinett, sowie ein Kino, diese Attraktionen werden auch unter dem Begriff 63 SQUARE zusammengefasst. Im Gebäude gibt es einige Aufzüge, die direkt vom Erdgeschoss zur Aussichtsetage fahren, sie benötigen für diese Strecke rund 25 Sekunden. Es gibt weiterhin Fahrstühle die nur von Liebespaaren benutzt werden dürfen.

## Sonstiges
Auf dem Cover des Computerspiels SimCity ist das 63 Building abgebildet.
Das Gebäude ist seit 2023 für die Öffentlichkeit geschlossen, alle Sehenswürdigkeiten im Gebäude sind unzugänglich. Eine Wiedereröffnung ist Stand 09/2024 nicht geplant.  